# Féetauds
Les féetauds ou fétauds sont des fées de sexe masculin, mentionnés dans différents contes et traditions. Ils peuvent être des époux de fées, en particulier ceux des fées des houles en Haute-Bretagne.
Les féetauds sont réputés moins puissants que les fées. Différemment décrits suivant les traditions qui les mentionnent, ceux qui vivent avec des fées des houles seraient très beaux et vêtus de toile grise comme ces dernières, passant leur temps à danser en rond, ou à s'amuser en mer avec les Fions, sur un navire qui a la propriété de changer de taille à volonté.